# Conseil des affaires de l'État de la république populaire de Chine
 (octobre 2023).
Pour les articles homonymes, voir Conseil d'État.
Le Conseil des affaires de l’État (chinois simplifié : 国务院 ; pinyin : guówùyuàn), correspondant au Gouvernement central, est l’autorité administrative principale de la république populaire de Chine. Il comprend les ministères, les administrations et institutions nationales, ainsi que les bureaux gouvernementaux.
L'appellation « Conseil d'État » provient de la traduction officielle en anglais (State Council) à ne pas confondre, notamment en France, à une institution d'une tout autre nature. Le sinologue Jacques Guillermaz propose donc la traduction « Conseil des affaires de l’État », plus proche du terme chinois originel.

## Particularités

### Activités
Chaque année depuis 2000, le Bureau de l'Information du Conseil des affaires de l’État publie un dossier comportant des faits et des chiffres sur de graves violations des Droits de l'homme aux États-Unis, dont il dresse une longue liste, en guise de riposte au rapport annuel du département d'État américain sur les droits de l'Homme en Chine. Le dernier en date - le septième - publié le 9 mars 2006.

### Lien avec le Parti communiste chinois
Le Conseil des affaires de l’État et le Parti communiste chinois sont aussi rigidement liés. La plupart des membres du Conseil des affaires de l’État sont des membres du Parti de haut niveau. Bien que, comme membres du Parti, ils soient supposés suivre les instructions du Parti, parce qu’ils sont des membres influents du Parti ils ont beaucoup de poids pour définir ces instructions. Ceci donne un système qui est différent de la pratique soviétique qui voulait que le Parti contrôle effectivement l’État. En Chine, le Parti et l’État sont fusionnels à ce niveau de gouvernement. Les membres du Conseil des affaires de l’État tirent leur autorité de leur appartenance à l’État, tandis qu’en tant que membres du Parti ils coordonnent leurs activités et participent aux décisions importantes comme la nomination des responsables.
Bien qu’il y ait eu des essais pour séparer le Parti et l’État à la fin des années 1980 alors que Zhao Ziyang était Premier ministre avec le Parti formulant des politiques et le Conseil des affaires de l’État exécutant ces politiques, ces efforts ont été abandonnés au début des années 1990. Comme organe administratif principal de gouvernement, les fonctions principales du Conseil des affaires de l’État sont d’édicter les mesures administratives, émettre les décisions et suivre leur mise en œuvre, proposer des lois pour leur ratification par l’APN ou son comité permanent, et préparer le plan et le budget de l’État pour délibération et approbation par l’APN. Malgré l’incorporation du ministère de la Défense nationale sous l’autorité du Conseil des affaires de l’État, celui-ci ne contrôle pas l’Armée populaire de libération.

## Organisation

### Comité permanent
Les membres du Comité permanent du Conseil des affaires de l’État comprennent le Premier ministre, les quatre vice Premiers ministres, cinq conseillers des affaires de l'État et le secrétaire général.

### Nomination
Le Conseil des affaires de l’État siège une fois par mois. Son Comité permanent se réunit deux fois par semaine. 
Les vice-Premiers ministres et les conseillers des affaires de l’État sont choisis par le Premier ministre, nommés par le Président avec l’approbation de l’Assemblée populaire nationale (APN). 
Le Premier ministre est choisi et nommé par le président avec l’approbation de l’APN. Les titulaires peuvent exercer deux mandats consécutifs de cinq ans. 
Chaque vice premier ministre supervise certains domaines de l’administration. 
Chaque conseiller effectue les tâches qui lui sont assignées par le Premier ministre. 
Le secrétaire général est à la tête du Bureau général du Conseil des affaires de l’État qui traite les affaires courantes du Conseil d’État.

### Entités composantes
Chaque ministère supervise un secteur donné. Les commissions ont préséance sur les ministères et établissent et font exécuter les politiques en coordonnant les divers organes administratifs de gouvernement. Les bureaux traitent des affaires courantes. Les bureaux et les administrations sont placés sous les ministères. Bien que formellement responsable devant l’APN et de son Comité permanent dans la conduite d’un grand nombre de fonctions gouvernementales aussi bien au niveau national qu’au niveau local, en pratique l’autorité réelle de l’APN est plutôt limitée, bien que non complètement inexistante.
Certaines entités peuvent exister simplement sous un nom réservé lors de la communication extérieure, bien qu'en réalité il s'agisse parfois d'une même entité au sein du Parti communiste chinois ou alors d'un département d'un ministère ou d'une autre entité. Cela correspond donc à des situations où une même entité réelle (avec le même personnel) peut se présenter sous deux noms différents en fonction de sa présentation.

## Composition

### Administration spéciale directement sous le Conseil des affaires de l'État
- Commission d’administration et de supervision des actifs publics (State-owned Assets Supervision and Administration Commission, SASAC)

### Administrations directement sous le Conseil des affaires de l'État
1. Administration générale des douanes
2. Administration d’État des taxes
3. Administration d’État pour régulation du marché (State Administration for Market Regulation, SAMR)
4. Administration nationale de la radio et de la télévision (National Radio and Television Administration, NRTA)
5. Administration générale des sports
6. Bureau national des statistiques (National Bureau of Statistics, NBS)
7. Agence Chinoise de Coopération Internationale pour le Développement (China International Development Cooperation Agency, CIDCA)
8. Administration nationale de l'assurance maladie (National Healthcare Security Administration, NHSA)
9. Bureau des conseillers placé sous le Conseil d’État
10. Administration nationale des bureaux gouvernementaux

#### Noms réservés
1. Administration nationale de la presse et de la publication (sous tutelle du Département de la propagande du Comité central du Parti communiste chinois)
2. Administration d’État pour les affaires religieuses (State Administration for Religious Affairs, SARA) (sous tutelle du Département de travail du Front uni du Comité central du Parti communiste chinois)

### Bureaux administratifs directement sous le Conseil des affaires de l'État
- Bureau des Affaires de Hong Kong et Macao
- Bureau de recherche du Conseil des affaires de l’État

#### Noms réservés
- Bureau des Affaires des Chinois d’Outre-mer (sous tutelle du Département de travail du Front uni du Comité central du Parti communiste chinois)
- Bureau des Affaires de Taiwan (sous tutelle du Comité central du Parti communiste chinois)
- Administration du cyberespace (sous tutelle du Comité central du Parti communiste chinois)
- Bureau d’information (State Council Information Office, SCIO) (sous tutelle du Département de la propagande du Comité central du Parti communiste chinois)

### Institutions directement sous le Conseil des affaires de l'État
1. Agence de presse Chine-Nouvelle (Xinhua)
2. Académie chinoise des sciences (CAS)
3. Académie chinoise des sciences sociales (CASS)
4. Académie chinoise d’ingénierie (CAE)
5. Centre de développement et de recherche du Conseil des affaires de l’État
6. China Media Group (CMG)
7. Agence météorologique chinoise (CMA)
8. Commission de régulation bancaire et d'assurance
9. Commission de régulation des marchés boursiers
10. École nationale d’administration ou École centrale du Parti communiste chinois

### Administrations nationales (administrées par les ministères et commissions)
1. Administration nationale des plaintes et propositions publics (Bureau générale du Conseil des affaires de l'État)
2. Administration nationale de céréales et réserves stratégiques (Commission nationale du Développement et des Réformes)
3. Administration nationale de l'énergie (Commission nationale du Développement et des Réformes)
4. Administration nationale de l'industrie, technologie et science pour la défense nationale (Ministère de l'Industrie et des Technologies de l'information)
5. Administration nationale du monopole du tabac (Ministère de l'Industrie et des Technologies de l'information)
6. Administration nationale de l'immigration (NIA) (Ministère de la Sécurité publique)
7. Administration nationale de forêts et plaines (Ministère des ressources naturelles)
8. Administration nationale des chemins de fer (Ministère des Transports)
9. Administration de l'aviation civile de Chine (CAAC) (Ministère des Transports)
10. Bureau d'État de poste (Ministère des Transports)
11. Administration nationale de l'héritage culturelle (Ministère de la Culture et du Tourisme)
12. Administration nationale de la médecine traditionnelle chinoise (Commission nationale de la Santé)
13. Administration nationale de la sûreté des mines de charbons (Ministère de la Gestion d'urgences)
14. Administration d'État des réserves de change (Banque populaire de Chine)
15. Administration nationale des produits médicaux (Administration d’État pour régulation du marché)
16. Administration nationale de la propriété intellectuelle (Administration d’État pour régulation du marché)

#### Noms réservés
1. Administration nationale du service public
2. Administration nationale des archives
3. Administration nationale des secrets d'État
4. Administration nationale de la cryptographie
5. Commission nationale de la langue nationale (sous tutelle du Ministère de l'Éducation)
6. Administration d'État des affaires des experts étrangers (State Administration of Foreign Experts Affairs, SAFEA) (sous tutelle du Ministère de la Sciences et des Technologies)
7. Administration spatiale nationale chinoise (China National Space Administration, CNSA) (sous tutelle du Ministère de l'Industrie et des Technologies de l'information)
8. Agence de l'énergie atomique de Chine (China Atomic Energy Authority, CAEA) (sous tutelle du Ministère de l'Industrie et des Technologies de l'information)
9. Administration océanique d'État (State Oceanic Administration, SOA) (sous tutelle du Ministère des ressources naturelles)
10. Administration nationale de la sûreté nucléaire (National Nuclear Safety Administration, NNSA) (sous tutelle du Ministère de l’Écologie et de l'Environnement)
11. Administration nationale de certification et d'accréditation (sous tutelle de l'Administration d’État pour régulation du marché)
12. Administration de standardisation de Chine (sous tutelle de l'Administration d’État pour régulation du marché)